# Mauro dos Santos
Mauro Javier dos Santos, né le 7 juillet 1989 à Santo Tomé (Argentine), est un footballeur argentin qui évolue au poste de défenseur central à l'Albirex Niigata, en prêt du CD Tenerife.

## Biographie
Mauro dos Santos joue en Argentine et en Espagne.
Avec le club du CA Banfield, il dispute quatre matchs en Copa Libertadores, et également quatre matchs en Copa Sudamericana.
Le 22 janvier 2020, il est prêté pour six mois à l'Albirex Niigata, qui évolue alors en deuxième division japonaise. 